# Leila Meschi
Leila Meschi (gruziński: ლეილა მესხი; ur. 5 stycznia 1968 w Tbilisi) – gruzińska tenisistka do 1991 reprezentująca ZSRR. Po zakończeniu kariery była dyrektorem turnieju WTA International w Baku (2014–2015). Prowadzi też w Tbilisi własną akademię tenisową.

## Kariera tenisowa

### Gra pojedyncza
Pierwszy profesjonalny mecz rozegrała już w sierpniu 1984 roku podczas turnieju ITF w niemieckim Bad Hersf. Regularne starty rozpoczęła jednak dwa lata później. W pięciu swoich pierwszych występach aż dwukrotnie doszła do półfinałów. Już pod koniec sezonu 1986 wystąpiła w eliminacjach do turniejów WTA – w Indianapolis i Little Rock. Kolejny sezon rozpoczęła od zwycięstwa w turnieju ITF w Tarzana. Później startowała w eliminacjach turniejów w głównym cyklu. Przełom nastąpił jesienią, gdy w drugiej rundzie turnieju w Hamburgu pokonała dwunastą rakietę świata Bettinę Bunge 6:4, 6:3 oraz gdy poprzez eliminacje doszła do ćwierćfinału w Atenach, w którym przegrała z Julie Halard 3:6, 6:1, 3:6. W listopadzie 1987 roku podczas turnieju w Chicago po raz drugi w sezonie pokonała Bunge, a została zatrzymana w ćwierćfinale przez numer siedem rankingu WTA – Helenę Sukovą 6:7(4), 6:0, 0:6. Dało jej to awans na koniec roku z 253 pozycji na 46 w rankingu WTA Tour.
W kwietniu 1988 doszła do półfinału w Tokio, eliminując wcześniej m.in. Łarysę Sawczenko 6:3, 2:6, 6:3. Tydzień później awansowała do pierwszego w karierze finału turnieju WTA. W meczu mistrzowskim w Singapurze uległa brytyjskiej tenisistce Monique Javer 6:7(3), 3:6. We wrześniu wystąpiła podczas Letnich Igrzysk Olimpijskich w Seulu. W pierwszej rundzie pokonała Reginę Rajchrtovą 7:5, 7:5, jednak w drugiej nie sprostała liderce rankingu WTA Steffi Graf 5:7, 1:6.
W 1989 roku awansowała do drugiego w karierze finału WTA. W Oklahomie w ćwierćfinale pokonała Amy Frazier 6:2, 7:6(5), w półfinale Etsuko Inoue 6:0, 6:2, ale w meczu o tytuł uległa Manon Bollegraf 4:6, 4:6. Później zaliczyła jeszcze ćwierćfinał turnieju pierwszej kategorii w Hilton Head, eliminując m.in. Lori McNeil 6:1, 6:2, oraz trzecią rundę US Open. W listopadzie wygrała pierwszy turniej w głównym cyklu. W drodze po triumf pokonała dwie zawodniczki z TOP 20 rankingu WTA – w ćwierćfinale Katerinę Maleewą (14. w rankingu WTA) 2:6, 6:3, 7:5, a w meczu mistrzowskim Helen Kelesi (17. WTA) 6:2, 6:3. W lutym 1990 roku wygrała w Auckland, pokonując w finale Sabine Appelmans 6:1, 6:0. Tydzień później przegrała w meczu mistrzowskim w Wellington z Wiltrud Probst 6:1, 4:6, 0:6. W maju w Berlinie ponownie pokonała Katerinę Maleewą 4:6, 6:2, 6:0, jednak w ćwierćfinale uległa Steffi Graf 4:6, 1:6. W drugiej rundzie US Open pokonała dwunastą na świecie Natallę Zwierawą 6:4, 6:0. Osiągnęła wówczas najlepszy wynik podczas turniejów wielkoszlemowych, gdyż doszła aż do ćwierćfinału, w którym uległa Gabrieli Sabatini 6:7(5), 4:6. Na koniec sezonu wygrała w Moskwie (pokonała Jelenę Briokowec 6:4, 6:4) oraz uległa Conchicie Martínez 4:6, 2:6 w finale w Indianapolis.
W lutym 1991 roku wygrała czwarty tytuł WTA – w Wellington pokonała Andreę Strnadovą 3:6, 7:6(3), 6:2. W kwietniu w Hilton Head, w drodze do finału, pokonała Jennifer Capriati 3:6, 6:3, 6:3, w ćwierćfinale Martinę Navrátilovą 6:4, 2:6, 6:4, a później ponownie Natallę Zwierawą 6:3, 3:6, 6:4. W decydującym meczu turnieju uległa już jednak Sabatini 1:6, 1:6. Później doszła do ćwierćfinałów w Amelia Island (porażka z Arantxą Sánchez Vicario 1:6, 6:7(1)), Hamburgu (porażka ponownie z Sánchez Vicario 2:6, 1:6) i Rzymie (uległa Monice Seles 0:6, 1:6) oraz osiągnęła czwartą rundę French Open. Dobre wyniki zaowocowały awansem Gruzinki na najwyższe w karierze dwunaste miejsce w rankingu WTA (w notowaniu z 5 sierpnia 1991 roku). We wrześniu 1991 roku we francuskim Bayonne pokonała w półfinale Nathalie Tauziat 6:2, 7:5, lecz w decydującym meczu uległa Manueli Maleewej-Fragniere 6:4, 3:6, 4:6.
W 1992 roku przeważnie dochodziła do ćwierćfinałów, w których przegrywała z zawodniczkami z pierwszej dziesiątki rankingu (Seles, Graf i Sánchez Vicario). W sierpniu po raz pierwszy w karierze pokonała Gabrielę Sabatini (wówczas sklasyfikowaną na czwartym miejscu rankingu), w ćwierćfinale w San Diego 6:0, 6:3. W meczu o finał przegrała jednak z Conchitą Martínez 6:3, 6:7(5), 2:6. Podczas Letnich Igrzysk Olimpijskich w Barcelonie przegrała w pierwszej rundzie z Mary Pierce 6:7(5), 5:7. W 1993 roku doszła do półfinału w Linzu (porażka z Conchitą Martínez 2:6, 2:6), ćwierćfinałów w Miami (porażka z Sánchez Vicario 5:7, 1:6) i Amelia Island (porażka z Sabatini 1:6, 0:6) oraz trzeciej rundy French Open (porażka ponownie z Sánchez Vicario 3:6, 0:6). W sierpniu pokonała w pierwszej rundzie US Open dziewiątą w rankingu WTA Jennifer Capriati 1:6, 6:4, 6:4. W drugiej uległa niżej notowanej Katerinie Maleewej 1:6, 2:6.
W kolejnym sezonie przegrała półfinał w Paryżu z Martiną Navrátilovą 1:6, 3:6. Do końca sezonu nie wygrała żadnego turnieju, ani nie pokonała tenisistki z dziesiątki rankingu. Jedynie podczas US Open ograła szesnastą na świecie Anke Huber 6:2, 6:2. Rok 1995 rozpoczęła znakomicie, wygraniem piątego turnieju WTA w Hobart (pokonała w finale Chinkę Li Fang 6:2, 6:3). W lutym w pierwszej rundzie w Paryżu doznała kontuzji, która wyeliminowała ją z gry na półtora roku. Powróciła do Touru we wrześniu 1996 roku, lecz po przegraniu czterech meczów w pierwszych rundach definitywnie zakończyła karierę.

### Gra podwójna
Początek kariery deblowej to przede wszystkim występy wspólnie z Natallą Zwierawą. Starty rozpoczęły w 1986 roku i już w drugim turnieju odniosły zwycięstwo w Bethesda. W 1987 roku doszły wspólnie do trzeciej rundy w Miami, a miesiąc później wygrały drugi turniej ITF we włoskim Tarencie. Przegrały jednak już w pierwszej rundzie podczas Wimbledonu. We wrześniu wraz z Natalią Bykovą po raz pierwszy wystąpiła w finale turnieju WTA. W meczu mistrzowskim w Hamburgu uległy parze Claudia Kohde-Kilsch – Jana Novotná 6:7(1), 6:7(6), eliminując jednak w ćwierćfinale rozstawione z numerem pierwszym Niemki Bettinę Bunge i Steffi Graf 7:6(2), 6:7(0), 6:4.
Rok 1988 rozpoczęła od półfinału w Dallas, gdzie ze Swietłaną Parchomienko przegrały z Gigi Fernández i Ziną Garrison 6:2, 6:7(1), 5:7. W kwietniu, ponownie z Parchomienko, doszła do półfinału w Tokio oraz finału w Singapurze. W czerwcu znowu przegrała w finale, tym razem w Birmingham uległy Łarysie Sawczenko i Natalli Zwierawej 4:6, 1:6. Kolejny sezon rozpoczęła od półfinału w Tokio wspólnie z Sawczenko oraz finału w Wichita z Sandy Collins. Z Amerykanką zaliczyła też półfinał dużego turnieju w Hilton Head. Koniec roku rozegrała z Nataliją Medwediewą. Rozpoczęły od drugiej rundy US Open, by przez półfinały w Moskwie i Indianapolis dojść do finału w Nashville, w którym przegrały z Manon Bollegraf i Meredith McGrath 6:1, 6:7(5), 6:7(4).
Rok 1990 rozpoczęła, wspólnie z Medwediewą, od ćwierćfinału Australian Open (porażka z Gigi Fernandez i Robin White 3:6, 1:6), by wygrać kolejne dwa turnieje – w Auckland i Wellington. Przez cały sezon grały bardzo równo, dochodząc do trzeciej rundy French Open, ćwierćfinałów w Hilton Head, Amelia Island, Hamburgu, Rzymie, Birmingham i US Open. Wystąpiły w marcu w Deblowych Mistrzostwach WTA, przegrały jednak już w pierwszym meczu z Elise Burgin i Rosalyn Nideffer 3:6, 4:6. Sezon zakończyły półfinałami w Nashville, Indianapolis oraz w kończącym sezon Turnieju Mistrzyń. Pokonały w nim najlepszą parę roku Janę Novotną i Helenę Sukovą 6:4, 1:6, 6:3, by w walce o finał ulec Mercedes Paz i Arantxy Sánchez Vicario 5:7, 6:4, 6:7(5).
W sezonie ’91 grała z różnymi partnerkami, co początkowo nie przyniosło dobrych wyników. W lutym w parze z Andrea Strnadovą przegrała w półfinale z najlepszym deblem lat osiemdziesiątych Martina Navrátilová – Pam Shriver 4:6, 2:6. Podczas French Open wystąpiła z Claudią Kohde-Kilsch, lecz doszły tylko do trzeciej rundy. W sierpniu nawiązała współpracę z Mercedes Paz, z którą pokonała podczas US Open Sánchez Vicario z Sukovą 7:6(6), 6:4, by dojść do półfinału. W meczu o awans do finału przegrały jednak z Pam Shriver i Natallą Zwierawą 1:6, 0:6. Wraz z tenisistką z Argentyny odpadła w półfinale w Lipsku, ze Shriver w ćwierćfinale w Zurychu i z Rachel McQuillan w półfinale we Filderstadt (porażka ze Shriver i Zwierawą 3:6, 6:7(2)).
Rok olimpijski rozpoczęła w parze z Paz od trzeciej rundy Australian Open, porażki w pierwszych meczach w Miami i Deblowych Mistrzostwach WTA (porażka z Janą Novotną i Łarysą Neiland 3:6, 1:6). Później przyszły lepsze wyniki – ćwierćfinały w Hilton Head i Amelia Island oraz półfinał w Hamburgu, w którym przegrały ze Steffi Graf i Rennae Stubbs 3:6, 1:6. W lipcu wystąpiła wspólnie z Natallą Zwierawą w turnieju gry podwójnej podczas Letnich Igrzysk Olimpijskich w Barcelonie, w którym zostały rozstawione z numerem czwartym (reprezentując Wspólnotę Niepodległych Państw). W pierwszej rundzie otrzymały walkower od bułgarskich sióstr Kateriny i Magdaleny Maleewych. W drugiej poradziły sobie bez problemów z Austriaczkami Petrą Schwarz i Judith Wiesner 6:1, 6:1. W ćwierćfinale pokonały Mercedes Paz i Patricię Tarabini 6:2, 6:3. W półfinale przegrały z Amerykankami Gigi Fernández i Mary Joe Fernández 4:6, 5:7, ale przez brak rozgrywania meczu o trzecie miejsce otrzymały brązowy medal wspólnie z Australijkami Nicole Bradtke i Rachel McQuillan. Druga połowa roku nie przyniosła już dobrych wyników.
W lutym 1993 roku w parze z Jewgieniją Maniokową wygrała turniej w Linzu otrzymując walkower w finale od Conchity Martínez i Judith Wiesner. W kwietniu wraz z Manuelą Maleewą-Fragniere wygrała swój czwarty turniej WTA – w Amelia Island pokonała Amandę Coetzer i Inés Gorrochategui 3:6, 6:3, 6:4. Później, ponownie z Maniokową, odpadła w trzeciej rundzie French Open, drugiej Wimbledonu i US Open, a sezon zakończyła trzema porażkami w pierwszych meczach we Filderstadt, Brighton i Essen. Mimo nie najlepszych ostatnich występów nowy sezon rozpoczęła ponownie z Maniokową. Odpadły już w trzeciej rundzie Australian Open, ale tydzień późnej obroniły tytuł w Linzu. W kwietniu doszły wspólnie do ćwierćfinału w Amelia Island oraz finału w Hamburgu, w którym przegrały z Janą Novotną i Arantxą Sánchez Vicario 3:6, 2:6. Podczas French Open pokonały rozstawione z numerem piątym Pam Shriver i Elizabeth Smylie 6:4, 6:3, lecz uległy w ćwierćfinale Amandzie Coetzer i Inés Gorrochategui 5:7, 3:6. Odpadły w drugich rundach Wimbledonu i US Open, ale na koniec sezonu doszły do finału w Essen, w którym przegrały z Marią Lindström i Marią Strandlund 2:6, 1:6.
W 1995 roku osiągnęły ćwierćfinał Australian Open, w którym musiały uznać wyższość Gigi Fernández i Natalli Zwierawej 1:6, 3:6. Później przez kontuzję pauzowała półtora roku. Powrót był minimalnie bardziej udany niż w grze pojedynczej, gdyż udało się jej wygrać jeden mecz. W pierwszej rundzie w Moskwie wraz z Jewgieniją Kulikowską pokonały Katerinę Maleewą i Patty Schnyder 1:6, 6:3, 7:6(3). W drugiej przegrały już jednak z Nataliją Medwediewą i Łarysą Neiland 6:7(4), 0:6. Był to ostatni występ Meschi w zawodowych rozgrywkach.

## Historia występów wielkoszlemowych
Legenda
     W, wygrany turniej
     F, przegrana w finale
     SF, przegrana w półfinale
     QF, przegrana w ćwierćfinale
     xR, przegrana w x rundzie
     A, brak startu
     NH, turniej się nie odbył

### Występy w grze pojedynczej
| Australian Open        | A   | A  | A  | A  | 3R | A  | 4R | 1R | 1R | 1R  | A   | 5 – 5   |  |  |  |  |  |  |  |  |  |  |  |  |  |  |
| French Open            | A   | A  | A  | 1R | 3R | 4R | 4R | 3R | 3R | A   | A   | 12 – 6  |  |  |  |  |  |  |  |  |  |  |  |  |  |  |
| Wimbledon              | A   | A  | 2R | A  | 1R | A  | 1R | 1R | 1R | A   | A   | 1 – 5   |  |  |  |  |  |  |  |  |  |  |  |  |  |  |
| US Open                | A   | A  | 3R | 3R | QF | 3R | 2R | 2R | 4R | A   | A   | 15 – 7  |  |  |  |  |  |  |  |  |  |  |  |  |  |  |
|                        |     |    |    |    |    |    |    |    |    |     |     |         |  |  |  |  |  |  |  |  |  |  |  |  |  |  |
| Ranking na koniec roku | 253 | 46 | 46 | 30 | 19 | 15 | 22 | 37 | 34 | 141 | 838 | 33 – 23 |  |  |  |  |  |  |  |  |  |  |  |  |  |  |

### Występy w grze podwójnej
| Australian Open        | A   | A  | A  | A  | QF | A  | 3R | 1R | 3R | QF | A   | 10 – 5  |  |  |  |  |  |  |  |  |  |  |  |  |  |  |
| French Open            | A   | A  | A  | 1R | 3R | 3R | 1R | 3R | QF | A  | A   | 9 – 6   |  |  |  |  |  |  |  |  |  |  |  |  |  |  |
| Wimbledon              | A   | 1R | 2R | A  | 2R | A  | 2R | 2R | 2R | A  | A   | 5 – 6   |  |  |  |  |  |  |  |  |  |  |  |  |  |  |
| US Open                | A   | A  | 1R | 2R | QF | SF | 3R | 2R | 2R | A  | A   | 12 – 7  |  |  |  |  |  |  |  |  |  |  |  |  |  |  |
|                        |     |    |    |    |    |    |    |    |    |    |     |         |  |  |  |  |  |  |  |  |  |  |  |  |  |  |
| Ranking na koniec roku | 179 | 44 | 49 | 27 | 31 | 37 | 70 | 38 | 27 | –  | 400 | 36 – 24 |  |  |  |  |  |  |  |  |  |  |  |  |  |  |

### Występy w grze mieszanej
| Turniej         | 1986 | 1987 | 1988 | 1989 | 1990 | 1991 | 1992 | 1993 | 1994 | 1995 | 1996 | W-L   |
| --------------- | ---- | ---- | ---- | ---- | ---- | ---- | ---- | ---- | ---- | ---- | ---- | ----- |
| Australian Open | NH   | A    | A    | A    | A    | A    | A    | A    | A    | A    | A    | 0 – 0 |
| French Open     | A    | A    | A    | A    | 1R   | A    | 2R   | 2R   | A    | A    | A    | 2 – 3 |
| Wimbledon       | A    | 2R   | A    | A    | A    | A    | 1R   | 1R   | A    | A    | A    | 1 – 3 |
| US Open         | A    | A    | A    | A    | A    | A    | 1R   | A    | 1R   | A    | A    | 0 – 5 |
|                 |      |      |      |      |      |      |      |      |      |      |      |       |
|                 |      |      |      |      |      |      |      |      |      |      |      | 3 – 8 |

## Finały turniejów WTA
| Legenda                | Legenda |
| ---------------------- | ------- |
| Wielki Szlem           |         |
| Igrzyska olimpijskie   |         |
| WTA Tour Championships |         |
| 1971 – 1987            |         |
| Virginia Slims Circuit |         |
| Grand Prix Series      |         |
| Colgate Series         |         |
| 1988 – 2008            |         |
| Kategoria I            |         |
| Kategoria II           |         |
| Kategoria III          |         |
| Kategoria IV           |         |
| Kategoria V            |         |

### Gra pojedyncza 11 (5-6)
| Końcowy wynik | Nr | Data                | Turniej      | Nawierzchnia    | Przeciwniczka             | Wynik finału     |
| ------------- | -- | ------------------- | ------------ | --------------- | ------------------------- | ---------------- |
| Finalistka    | 1. | 24 kwietnia 1988    | Singapur     | Twarda          | Monique Javer             | 6:7(3), 3:6      |
| Finalistka    | 2. | 5 marca 1989        | Oklahoma     | Twarda (hala)   | Manon Bollegraf           | 4:6, 4:6         |
| Zwyciężczyni  | 1. | 12 listopada 1989   | Nashville    | Twarda (hala)   | Helen Kelesi              | 6:2, 6:3         |
| Zwyciężczyni  | 2. | 4 stycznia 1990     | Auckland     | Twarda          | Sabine Appelmans          | 6:1, 6:0         |
| Finalistka    | 3. | 11 lutego 1990      | Wellington   | Twarda          | Wiltrud Probst            | 6:1, 4:6, 0:6    |
| Zwyciężczyni  | 3. | 7 października 1990 | Moskwa       | Dywanowa (hala) | Jelena Briokowec          | 6:4, 6:4         |
| Finalistka    | 4. | 11 listopada 1990   | Indianapolis | Twarda (hala)   | Conchita Martínez         | 4:6, 2:6         |
| Zwyciężczyni  | 4. | 10 lutego 1991      | Wellington   | Twarda          | Andrea Strnadová          | 3:6, 7:6(3), 6:2 |
| Finalistka    | 5. | 7 kwietnia 1991     | Hilton Head  | Ceglana         | Gabriela Sabatini         | 1:6, 1:6         |
| Finalistka    | 6. | 29 września 1991    | Bayonne      | Dywanowa (hala) | Manuela Maleewa-Fragniere | 6:4, 3:6, 4:6    |
| Zwyciężczyni  | 5. | 14 stycznia 1995    | Hobart       | Twarda          | Li Fang                   | 6:2, 6:3         |

### Gra podwójna 12 (5–7)
| Końcowy wynik | Nr | Data                 | Turniej       | Nawierzchnia    | Partnerka                 | Przeciwniczki                         | Wynik finału        |
| ------------- | -- | -------------------- | ------------- | --------------- | ------------------------- | ------------------------------------- | ------------------- |
| Finalistka    | 1. | 27 września 1987     | Hamburg       | Ceglana         | Natalia Bykova            | Claudia Kohde-Kilsch Jana Novotná     | 6:7(1), 6:7(6)      |
| Finalistka    | 2. | 24 kwietnia 1988     | Singapur      | Twarda          | Swietłana Parchomienko    | Natalia Bykova Natalija Medwediewa    | 6:7(4), 3:6         |
| Finalistka    | 3. | 12 czerwca 1988      | Birmingham    | Trawiasta       | Swietłana Parchomienko    | Łarysa Sawczenko Natalla Zwierawa     | 4:6, 1:6            |
| Finalistka    | 4. | 26 lutego 1989       | Wichita       | Twarda (hala)   | Sandy Collins             | Manon Bollegraf Lise Gregory          | 2:6, 6:7(5)         |
| Finalistka    | 5. | 12 listopada 1989    | Nashville     | Twarda          | Natalija Medwediewa       | Manon Bollegraf Meredith McGrath      | 6:1, 6:7(5), 6:7(4) |
| Zwyciężczyni  | 1. | 4 stycznia 1990      | Auckland      | Twarda          | Natalija Medwediewa       | Jill Hetherington Robin White         | 3:6, 6:3, 7:6(3)    |
| Zwyciężczyni  | 2. | 11 lutego 1990       | Wellington    | Twarda          | Natalija Medwediewa       | Michelle Jaggard-Lai Julie Richardson | 6:3, 2:6, 6:4       |
| Zwyciężczyni  | 3. | 28 lutego 1993       | Linz          | Dywanowa (hala) | Jewgienija Maniokowa      | Conchita Martínez Judith Wiesner      | walkower            |
| Zwyciężczyni  | 4. | 11 kwietnia 1993     | Amelia Island | Ceglana         | Manuela Maleewa-Fragniere | Amanda Coetzer Inés Gorrochategui     | 3:6, 6:3, 6:4       |
| Zwyciężczyni  | 5. | 13 lutego 1994       | Linz          | Dywanowa (hala) | Jewgienija Maniokowa      | Åsa Carlsson Caroline Schneider       | 6:2, 6:2            |
| Finalistka    | 6. | 1 maja 1994          | Hamburg       | Ceglana         | Jewgienija Maniokowa      | Jana Novotná Arantxa Sánchez Vicario  | 3:6, 2:6            |
| Finalistka    | 7. | 30 października 1994 | Essen         | Dywanowa (hala) | Jewgienija Maniokowa      | Maria Lindström Maria Strandlund      | 2:6, 1:6            |

## Występy w Turnieju Mistrzyń

### W grze podwójnej
| Rok  | Rezultat | Partnerka           | Przeciwniczki                        | Wynik            |
| 1990 | Półfinał | Natalija Medwediewa | Mercedes Paz Arantxa Sánchez Vicario | 5:7, 6:4, 6:7(5) |

## Występy w turnieju WTA Doubles Championships
| Rok  | Rezultat    | Partnerka           | Przeciwniczki                 | Wynik    |
| 1990 | Ćwierćfinał | Natalija Medwediewa | Elise Burgin Rosalyn Nideffer | 3:6, 4:6 |
| 1992 | Ćwierćfinał | Mercedes Paz        | Jana Novotná Łarysa Neiland   | 3:6, 1:6 |

## Turnieje rangi ITF
| turnieje z pulą nagród 100 000 $ |
| turnieje z pulą nagród 75 000 $  |
| turnieje z pulą nagród 50 000 $  |
| turnieje z pulą nagród 25 000 $  |
| turnieje z pulą nagród 15 000 $  |
| turnieje z pulą nagród 10 000 $  |

### Gra pojedyncza 1 (1-0)
| Rezultat     | Data       | Turniej | ($)    | Naw.   | Przeciwniczka | Wynik         |
| Zwyciężczyni | 02/02/1987 | Tarzana | 25 000 | Twarda | Clare Wood    | 1:6, 6:4, 6:2 |

### Gra podwójna 2 (2-0)
| Rezultat     | Data       | Turniej  | ($)    | Naw.    | Partnerka        | Przeciwniczki                 | Wynik    |
| Zwyciężczyni | 05/10/1986 | Bethesda | 25 000 | Twarda  | Natalla Zwierawa | Jane Forman Jennifer Goodling | 6:3, 6:1 |
| Zwyciężczyni | 03/05/1987 | Tarent   | 25 000 | Ceglana | Natalla Zwierawa | Simone Schilder Clare Wood    | 6:3, 6:2 |

## Występy w igrzyskach olimpijskich

### Gra pojedyncza
| Runda                                                                    | Przeciwniczka                     | Wynik       |  |
| ------------------------------------------------------------------------ | --------------------------------- | ----------- |  |
|                                                                          |                                   |             |  |
| Letnie Igrzyska Olimpijskie w Seulu 1988, reprezentując państwo ZSRR     |                                   |             |  |
| I runda                                                                  | Czechosłowacja: Regina Rajchrtová | 7:5, 7:5    |  |
| II runda                                                                 | RFN: Steffi Graf [1]              | 5:7, 1:6    |  |
|                                                                          |                                   |             |  |
| Letnie Igrzyska Olimpijskie w Barcelonie 1992, reprezentując państwo WNP |                                   |             |  |
| I runda                                                                  | Francja: Mary Pierce [13]         | 6:7(5), 5:7 |  |

### Gra podwójna
| Runda                                                                    | Partnerka            | Przeciwniczki                                             | Wynik    |
| ------------------------------------------------------------------------ | -------------------- | --------------------------------------------------------- | -------- |
|                                                                          |                      |                                                           |          |
| Letnie Igrzyska Olimpijskie w Barcelonie 1992, reprezentując państwo WNP |                      |                                                           |          |
| I runda                                                                  | Natalla Zwierawa [4] | Bułgaria: Katerina Maleewa, Magdalena Maleewa             | walkower |
| II runda                                                                 | Natalla Zwierawa [4] | Austria: Petra Schwarz, Judith Wiesner                    | 6:1, 6:1 |
| ćwierćfinał                                                              | Natalla Zwierawa [4] | Argentyna: Mercedes Paz, Patricia Tarabini [7]            | 6:2, 6:3 |
| półfinał                                                                 | Natalla Zwierawa [4] | Stany Zjednoczone: Gigi Fernández, Mary Joe Fernández [2] | 4:6, 5:7 |

## Finały juniorskich turniejów wielkoszlemowych

### Gra pojedyncza 1 (0-1)
| Końcowy wynik | Rok  | Turniej   | Nawierzchnia | Przeciwniczka    | Wynik finału  |
| Finalistka    | 1986 | Wimbledon | Trawiasta    | Natalla Zwierawa | 2:6, 6:2, 9:7 |

### Gra podwójna 2 (0-2)
| Końcowy wynik | Rok  | Turniej   | Nawierzchnia | Partnerka        | Przeciwniczki                 | Wynik finału        |
| Finalistka    | 1986 | Wimbledon | Trawiasta    | Natalla Zwierawa | Michelle Jaggard Lisa O’Neill | 6:7(3), 7:6(4), 4:6 |
| Finalistka    | 1986 | US Open   | Twarda       | Jelena Briokowec | Jana Novotná Radka Zrubáková  | 4:6, 2:6            |